# RKC Waalwijk
Die RKC Waalwijk ist ein niederländischer Fußballverein. Seit dem Wiederaufstieg zur Saison 2019/20 spielt ihre erste Mannschaft in der Eredivisie, der höchsten Spielklasse des Landes.

## Geschichte

### 1940–1984: Die ersten 40 Jahre und Aufstieg zum Profiteam
Der Verein entstand 1940 durch die Fusion von HEC, WVB und Hercules und führte fortan den Namen Rooms Katholieke Combinatie (RKC). Bei der Einführung des Profifußballs in den Niederlanden war der Verein noch nicht bekannt und blieb im Amateurlager.
Im Laufe der Jahre arbeitete sich RKC Waalwijk kontinuierlich an die Spitze des Amateurfußballs. Dies führte zu zwei Amateur-Landesmeisterschaften (1981 und 1982).
Diese Erfolge ermöglichten es dem Verein 1984 in das Profilager zu wechseln.

### 1985–1988: Spitzenmannschaft der Eerste Divisie
Von Anfang an war RKC Waalwijk eine Spitzenmannschaft in der Eerste Divisie, der niederländischen zweiten Liga. Im ersten Jahr wurde man bereits Fünfter. In den Jahren 1986, 1987 und 1988 qualifizierte sich der Verein dreimal in Folge für die Aufstiegsspiele zur Eredivisie. Zum Ende der Saison 1988 wurde der Klub mit Spielern wie Ad van de Wiel, Peter Bosz und Marcel Brands überzeugend Meister in der Eerste Divisie und stieg in die Ehrendivision auf.

### 1989–2007: Nach 19 Jahren Ligazugehörigkeit der Abstieg
Im ersten Jahr nach dem Aufstieg in das niederländische Oberhaus, erreicht der Klub Rang elf und somit den sicheren Klassenerhalt. In den folgenden beiden Spielzeiten verbesserte man sich auf Platz acht bzw. sieben. Mit dem siebten Rang zur Saison 1990/91 erreichte man die beste Platzierung der Vereinsgeschichte. Bereits 1989 qualifizierte sich RKC für den Intertoto-Cup. In der Gruppe 11 musste sich man mit den deutschsprachigen Vertretern 1. FC Kaiserslautern, First Vienna FC 1894 und FC Carl Zeiss Jena auseinandersetzen. In sechs Spielen gelangen zwei Siege. Beide gegen den damaligen DDR-Vertreter Jena. Rang drei in der Gruppe reichte nicht, um sich für die weiteren Spiele zu qualifizieren. Drei Jahre später nahm der Klub erneut am UI-Cup teil. Mit dem FC Schalke 04 traf die Mannschaft erneut auf ein deutsches Team. Den einzigen Sieg während des gesamten Wettbewerbs gab es im Heimspiel gegen SM Caen aus Frankreich.
1994, 1997, 1998 und 1999 schwebte der Klub in akuter Abstiegsangst. Viermal schaffte man es diesen noch in den Play-off-Spielen gegen Mannschaften aus der Eersten Divisie abzuwenden. Für die darauffolgenden Spielzeiten konnte sich der Verein wieder stabilisieren und fand seinen Platz meist im Mittelfeld der Liga. 2000/01 stellte man sogar mit Rang sieben den Erfolg von 1991 ein und wurde siebter. Damit war man berechtigt, am Intertoto-Cup 2001 teilzunehmen. Doch bereits im ersten Niederlage-Spiel schied man gegen den TSV 1860 München mit 1:2 und 1:3 aus. Schon im Vorjahr scheiterten die RKC-Spieler in dieser Runde, als der Verein gegen Bradford City aus England zweimal unterlegen blieb. Erfolgstrainer dieser Zeit war Martin Jol, der das Team seit 1998 betreute. 2006/07 ging der Abstieg weiter in Waalwijk. In der Relegationsphase scheiterte der Klub aber dieses Mal. In der ersten Runde der Play-offs setzte sich das Team noch gegen den FC Dordrecht durch, musste sich dann aber in drei Spielen (0:2, 1:0, 0:3) gegen VVV-Venlo geschlagen geben.

### 2008 bis heute: Aktuelle Entwicklung
Nach dem Abstieg sollte der sofortige Aufstieg angepeilt werden. Für dieses Unternehmen verpflichtete der Vorstand während der Sommerpause den Niederländer Ruud Brood als neuen Trainer. In der Saison 2007/08 qualifizierte man sich durch Rang zwei in der Eerste Divisie auf Anhieb für die Relegation zur ersten Liga, scheiterte aber in dieser Aufstiegsphase. Ein Jahr später fand sich der Klub erneut auf den zweiten Platz wieder. Dieses Mal setzte sich die Mannschaft in den Relegationsspielen durch und konnte die Rückkehr ins Oberhaus feiern.
In der Spielzeit 2009/10 startete man mit sieben Niederlagen aus den ersten sieben Spieltagen, darunter eine 1:4-Schlappe gegen Ajax Amsterdam und eine 0:6-Niederlage gegen Vorjahresmeister AZ Alkmaar. Mit einem 3:1-Sieg am achten Spieltag gegen Roda JC Kerkrade gelang der erste Sieg der Saison. Bis zum Ablauf der Hinrunde gelangen aber nur noch zwei weitere Erfolge. Am Ende stieg der RKC mit nur 15 Punkten erneut ab. Doch nach nur einer Saison in der Eerste Divisie gelang diesmal als Zweitligameister der sofortige Wiederaufstieg.

## Allgemeines
- Die beste Platzierung in der Eredivisie erreicht der Verein zur Saison 1990/91 und zehn Jahre später 2000/01. In diesen Spielzeiten errang die Mannschaft jeweils den siebten Platz in der höchsten niederländischen Spielklasse.
- Von 1988 bis 2007 war der Klub neunzehn Jahre in der Ehrendivision. Bisher war dies die längste Ligazugehörigkeit.
- RKC Waalwijk spielt in der Saison 2011/12 in senkrecht geteilt halb gelben, halb blauen Trikots mit gelbem Kragen; die Ärmel sind jeweils in der anderen Farbe. Die Farbe der Hosen ist blau.

## Sponsoren und Ausstatter (Auswahl)
Hauptsponsor des Vereins ist „Mandemakers“, ein Unternehmen, das Küchen liefert.

### Bisherige Trikotsponsoren
- 2009 – ?: Mandemakers

### Bisherige Bekleidungsausstatter
- 2009 – ?: Nike

## RKC-Anhänger
RKC wird neben seinen Anhängern auch von organisierten Fanklubs unterstützt. Einer der größten ist die Supportersvereniging RKC Waalwijk (SV RKC WAALWIJK). Dort können sich Freunde und Unterstützer des Vereins zusammenfinden und zum Teil Vorteile bei Kartenerwerb oder anderes erlangen und organisierte Busfahrten zu Spielen.
Gegründet wurde die Gemeinschaft im Mai 1993 von RKC-Anhängern. 1995 unterstützte diese den Klub, sammelte Unterschriften und drängte damit die Gemeinde zum Bau eines neuen Stadions. Dem Antrag dazu wurde bald stattgegeben, so dass die Sportstätte am 15. September 1996 eröffnet werden konnte. 2001 schaffte sich die Supportersvereniging ein eigenes Vereinsheim, wo dann am 30. Mai 2003 der zehnte Jahrestag seit Gründung gefeiert wurde.
Aktivitäten und Veranstaltung innerhalb des Stadions werden von einer Unterorganisation der SV RKC geleitet. Die sogenannte Y.A.P. (Yellow Army Promotions) kümmert sich dabei vor allem um Fanunterstützung während der Spiele.

## Stadion

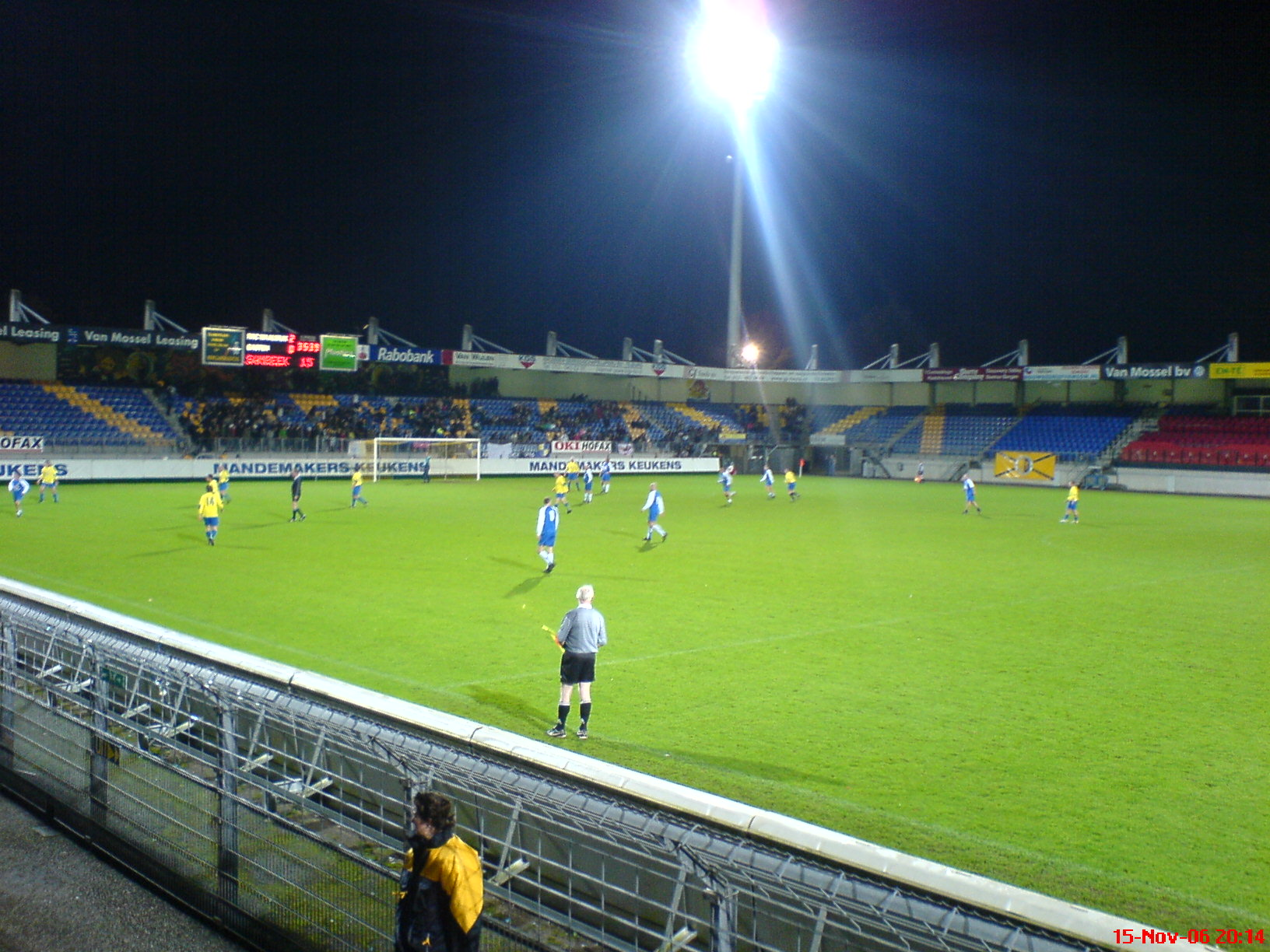
Blick ins Stadioninnere

Das Mandemakers Stadion ist die heimische Sportarena des RKC Waalwijk. Bis 1996 trug die Mannschaft ihre Heimspiele im Olympia Sportpark aus. Den Namen hat das Stadion von der niederländischen Küchen-, Sanitär- und Möbelherstellerfirma „Mandemakers Group“. Diese kauft bereits nach Neueröffnung die Namensrechte an der Wettkampfstätte.
Mit 7.500 Plätzen ist das Mandemakers Stadion das kleinste unter den Stadien der Vereine der Eredivisie in der Saison 2020/2021.

## Erfolge
- Amateur-Landesmeister: 1981, 1982
- Meister Eerste Divisie: 1988

## Kader der Saison 2025/26
Stand: 14. August 2025
| Nr. |                         | Position | Name                  |
| --- | ----------------------- | -------- | --------------------- |
| 3   | Curaçao                 | AB       | Roshon van Eijma      |
| 4   | Suriname                | AB       | Liam van Gelderen     |
| 5   | Dominikanische Republik | AB       | Juan Familia-Castillo |
| 6   | Curaçao                 | MF       | Godfried Roemeratoe   |
| 7   | Niederlande             | ST       | Denilho Cleonise      |
| 8   | Frankreich              | MF       | Daouda Weidmann       |
| 9   | Niederlande             | ST       | Jesper Uneken         |
| 13  | Niederlande             | TW       | Xander Mulder         |
| 14  | Belgien                 | MF       | Chris Lokesa          |
| 15  | Niederlande             | AB       | Luuk Wouters          |
| 16  | Niederlande             | TW       | Mark Spenkelink       |

| Nr. |             | Position | Name                  |
| --- | ----------- | -------- | --------------------- |
| 17  | Niederlande | ST       | Roy Kuijpers          |
| 20  | Niederlande | MF       | Harrie Kuster         |
| 21  | Niederlande | TW       | Yanick van Osch       |
| 22  | Niederlande | MF       | Tim van de Loo        |
| 23  | Niederlande | MF       | Richard van der Venne |
| 25  | Niederlande | MF       | Melle Witteveen       |
| 27  | Niederlande | MF       | Jordi Altena          |
| 29  | Niederlande | ST       | Michiel Kramer ()     |
| 31  | Niederlande | TW       | Luuk Vogels           |
| 33  | Marokko     | AB       | Faissal Al Mazyani    |
|     | Niederlande | AB       | Bjarn Zorgdrager      |

## Bekannte ehemalige Spieler
- Peter Bosz (1985–1988; in der Bundesliga für Hansa Rostock aktiv)
- Khalid Boulahrouz (2001–2004; in der Bundesliga für Hamburger SV und VfB Stuttgart aktiv)
- Giovanni van Bronckhorst (1993–1994; ehemaliger niederländischer Nationalspieler, europaweit u. a. für FC Arsenal und FC Barcelona aktiv)
- Harry Decheiver (1991–1994; in der Bundesliga für Borussia Dortmund und SC Freiburg aktiv)
- Marco van Hoogdalem (1989–1993; in der Bundesliga für FC Schalke 04 aktiv)
- Stephan Keller (2005–2007; in Deutschland für Rot-Weiß Erfurt aktiv)
- Tom van der Leegte (1997–2000, 2003; in der Bundesliga für VfL Wolfsburg aktiv)
- Anthony Lurling (2006; in der Bundesliga für 1. FC Köln aktiv)
- Rob Maas (1990–1993; in der Deutschland für Arminia Bielefeld, Hertha BSC und MSV Duisburg aktiv)
- Chidi Nwanu (1996–1998; ehemaliger nigerianischer Nationalspieler)
- Dennis Rommedahl (1997–1998; ehemaliger dänischer Nationalspieler)
- Ivan Vicelich (2006–2008; ehemaliger neuseeländischer Nationalspieler)
- Hans Vonk (1988–1991, 1993–1996; ehemaliger südafrikanischer Nationalspieler)

## Waalwijks Trainer

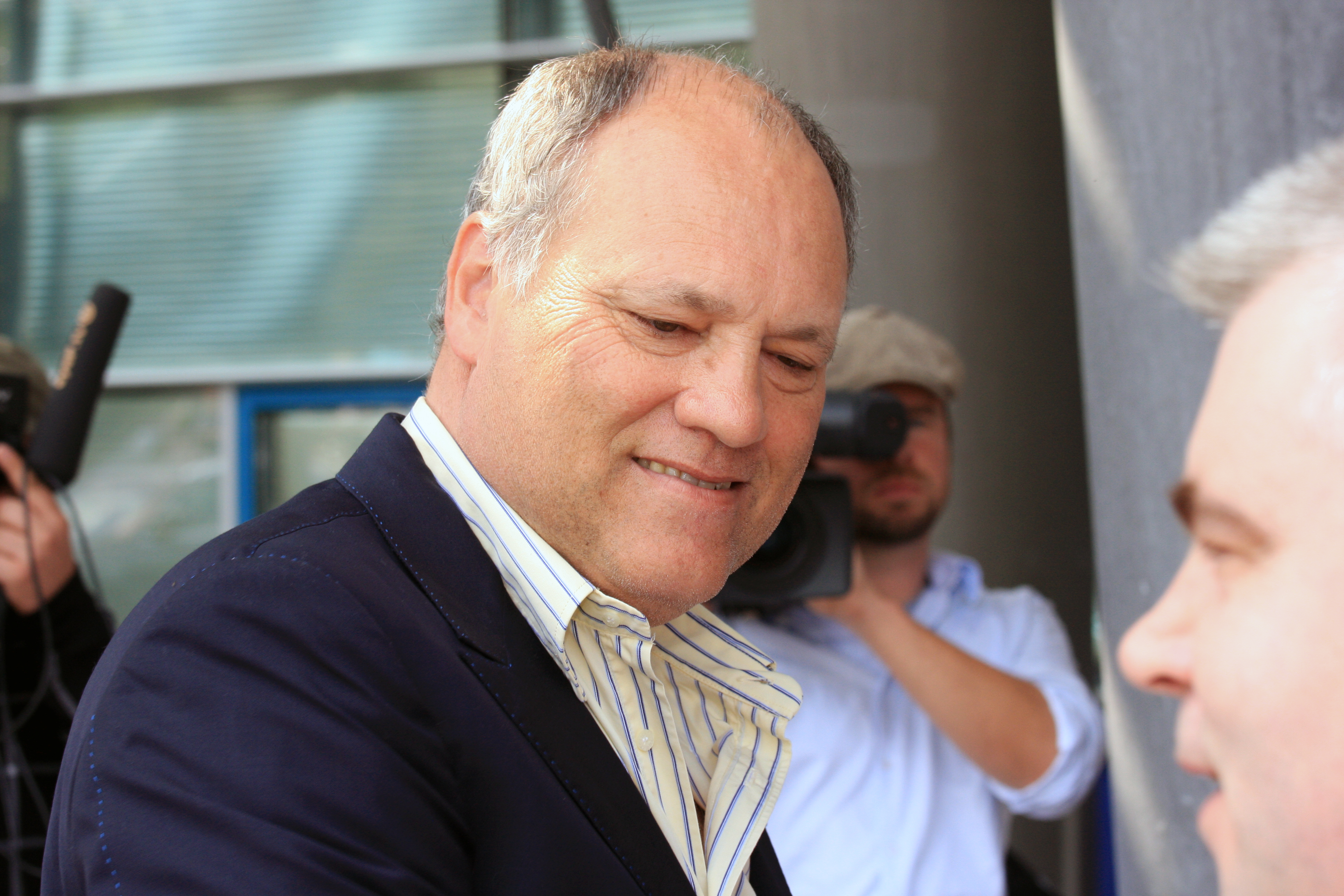
Martin Jol (1998–2004)

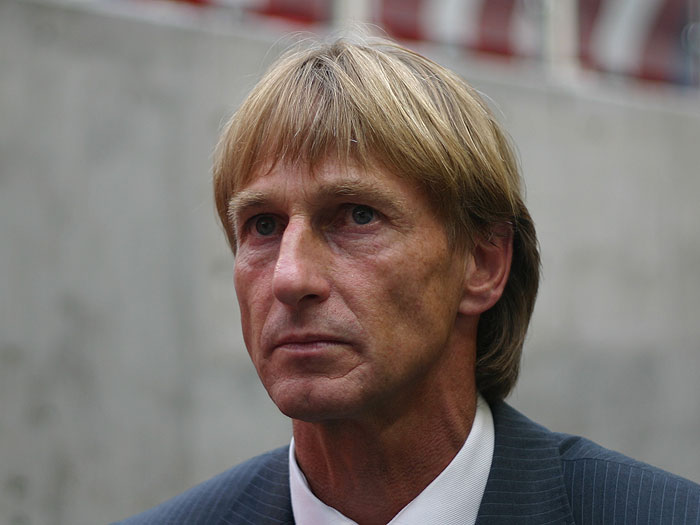
Adrie Koster (2005–2006)

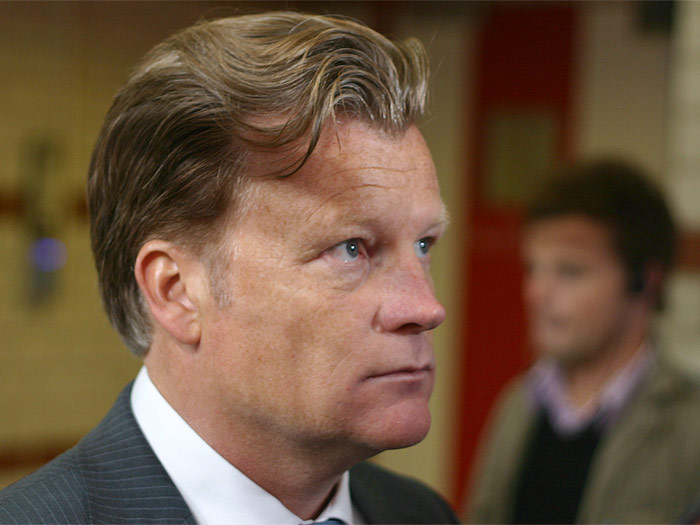
Mark Wotte (2006–2007)

(unvollständig)
| Amtszeit  | Nat.        | Trainer            |
| --------- | ----------- | ------------------ |
| 1984–1986 | Niederlande | Leen Looijen       |
| 1986–1988 | Niederlande | Leo van Veen       |
| 1988–1989 | Niederlande | Ger Blok           |
| 1989–1993 | Niederlande | Leo van Veen       |
| 1993      | Niederlande | Hans Verèl         |
| 1994–1995 | Niederlande | Bert Jacobs        |
| 1995–1996 | Niederlande | Leo van Veen       |
| 1996      | Niederlande | Cees van Kooten    |
| 1996–1997 | Niederlande | Bert Jacobs        |
| 1997–1998 | Niederlande | Peter Boeve        |
| 1998–2004 | Niederlande | Martin Jol         |
| 2004–2005 | Niederlande | Erwin Koeman       |
| 2005–2006 | Niederlande | Adrie Koster       |
| 2006–2007 | Niederlande | Mark Wotte         |
| 2007–2008 | Serbien     | Željko Petrović    |
| 2008–2012 | Niederlande | Ruud Brood         |
| 2012–2014 | Niederlande | Erwin Koeman       |
| 2014–2015 | Niederlande | Martin Koopman     |
| 2015–2017 | Niederlande | Peter van den Berg |
| 2018      | Niederlande | Hans de Koning     |
| 2018–2021 | Niederlande | Fred Grim          |
| 2021–2023 | Niederlande | Joseph Oosting     |
| 2023–2025 | Niederlande | Henk Fraser        |
| 2025–     | Niederlande | Sander Duits       |

## Waalwijks Präsidenten
(unvollständig)
| Name des Präsidenten | Zeitraum |
| -------------------- | -------- |
| Ad Passier           |          |

## Weitere Teams

### Nachwuchsmannschaften
Die Nachwuchsteam des RKC Waalwijk werden von der D-Jugend bis zur A-Jugend betreut. Für jeden Bereich ist ein einzelner Fußballlehrer zugeordnet, der die Mannschaften trainiert. Hinzu kommen Teammanager und Betreuer sowie Physiotherapeuten und eine medizinische Abteilung.
In speziellen RKC-Talenttrainingen werden zudem Spieler gesichtet.